# هيكسا درايف
هيكسا درايف (بالإنجليزية: HexaDrive)‏، هي شركة يابانية لتطوير ألعاب الفيديو، أسست سنة 2007م وتقع مقرها في مدينة أوساكا اليابانية، ويبلغ عدد العاملين نحو 59 موظفاً.